# ГЕС Футалеуфу
ГЕС Футалеуфу )ісп. Complejo hidroeléctrico Futaleufú — гідроелектростанція в центральній Аргентині у провінції Чубут. Використовує ресурс річки Футалеуфу, яка тече з Анд у розташоване в Чилі озеро Єльчо, яке дренується до Тихого океану через річку Єльчо.
В межах проекту спорудили земляну греблю General San Martin висотою 160 метрів, довжиною 600 метрів та товщиною по гребеню 10 метрів, яка потребувала 6 млн м3 матеріалу. Створений нею підпір об'єднав озера Сітуасьйон (з якого раніше брала початок Футалеуфу), Лаго-Нумеро-Уно (Кіньє), Лаго-Нумеро-Дос (Епу) та Лаго-Нумеро-Трес (Кула) в єдине водосховище Лаго-Амутуї-Кімей з об'ємом 5,7 млрд м3 (корисний об'єм 2,3 млрд м3).
Оскільки одна із заток сховища витягнулась паралельно річці, що витікає з нього, водозабір розташували за 2 км праворуч від греблі. Від нього до розташованого на березі Футалеуфу машинного залу прямує підвідний тунель довжиною 1,9 км та діаметром від 8 до 7,7 метра (зміна відбувається після сполучення з надземним балансувальним резервуаром баштового типу). Надалі тунель переходить у чотири короткі (від 10 до 60 метрів) водоводи діаметром 3,7 метра.
Основне обладнання станції становлять чотири турбіни типу Френсіс потужністю по 118 МВт, які при напорі від 140 до 155 метрів забезпечують виробництво 2560 млн кВт-год електроенергії на рік.
Видача продукції відбувається по ЛЕП довжиною 550 км, розрахованій на роботу під напругою 330 кВ.
Електростанція розташована на території Національного парку Лос-Алерсес, тому її відвідування обмежене.